# Deividas Česnauskis
Deividas Česnauskis (ur. 30 czerwca 1981 w Kurszanach) – piłkarz litewski, od lata 2011 roku gracz azerskiego Bakı FK, gdzie występuje na pozycji pomocnika. Jest starszym bratem Edgarasa, obecnie zawodnika klubu Bakı FK.
Česnauskis swoją profesjonalną piłkarską karierę rozpoczął w klubie Ekranas Poniewież w 1997. W 2000 przeniósł się do klubu występującego w Rosyjskiej Priemjer-Lidze, Dinamo Moskwa. Po udanych sezonach w klubie, w 2004 przeniósł się do Lokomotiwu Moskwa, gdzie grał przez następne dwa lata. Potem został sprzedany do FBK Kowno, a z Kowna od razu wypożyczony do Hearts, gdzie grał ostatecznie do 2009. 9 czerwca 2009 przeszedł do greckiego PAE Ergotelis, a latem 2010 do Arisu Saloniki.
W reprezentacji Litwy Česnauskis zadebiutował w 2001 roku w meczu przeciwko Estonii.